# Krummer See (Am Mellensee)
Der Krumme See ist ein Gewässer der Gemeinde Am Mellensee im brandenburgischen Landkreis Teltow-Fläming. Der See liegt östlich des Ortsteils Sperenberg und südlich des Ortsteils Klausdorf. Er befindet sich im großflächigen Landschaftsschutzgebiet Baruther Urstromtal und Luckenwalder Heide und ist Teil der 66-Seen-Regionalparkroute sowie über den Boden-Geo-Pfad zu erreichen.
Zum Ende der letzten Eiszeit vor rund 10.000 Jahren bedeckte eine starke Eisdecke das Gebiet um Sperenberg. Sie verhinderte die weitere Hebung des darunter liegenden Salzstockes. Das Eis schmolz und der Boden taute auf. Nachströmendes Grundwasser löste das nachdrückende Salz auf und transportierte es über die Urstromtäler ab. So entstanden mehrere Hohlräume in der Region, aus denen das nordöstlich gelegene Faule Luch und der Krumme See entstanden.